# Италия на зимних Олимпийских играх 1960
Италия принимала участие в зимних Олимпийских играх 1960 года в Скво-Велли (США) в восьмой раз за свою историю и завоевала одну бронзовую медаль — в горнолыжном спорте.

## Состав сборной
Сборную страны представляли 28 спортсменов: 7 женщин и 21 мужчина, они соревновались в 6 видах спорта:
- горнолыжный спорт
- конькобежный спорт
- лыжные гонки
- лыжное двоеборье
- прыжки с трамплина
- фигурное катание

Самым юным участником сборной был 16-летний горнолыжник Карло Сенонер, самым старшим — 38-летний лыжник Фредерико Дефлориан.
Знаменосцем был	горнолыжник Бруно Альберти.

## Результаты

### Медали
- Бронза — Горнолыжный спорт: гигантский слалом, женщины — Джулиана Минуццо.

### Конькобежный спорт
Забеги прошли на Олимпийском ледовом кольце Скво-Велли на высоте 1890 метров над уровнем моря. Впервые конькобежцы соревновались на Олимпиаде на искусственном льду. На этой Олимпиаде впервые в конькобежных соревнованиях участвовали женщины, но Италию в том году представляли только мужчины. 
Соревнования у мужчин прошли с 24 по 27 февраля, для них разыграно 4 комплекта наград.
Мужчины
| Дистанция | Спортсмен      | Результат | Результат |
| Дистанция | Спортсмен      | Время     | Место     |
| --------- | -------------- | --------- | --------- |
| 500 м     | Ренато Де Рива | 44.1      | 39        |
| 500 м     | Антонио Нитто  | 43.7      | 36        |
| 500 м     | Марио Джос     | 43.3      | 32        |
| 1500 м    | Ренато Де Рива | 2:20.6    | 27        |
| 1500 м    | Антонио Нитто  | 2:19.6    | 25        |
| 1500 м    | Марио Джос     | 2:18.6    | 20        |
| 5000 м    | Антонио Нитто  | 8:40.4    | 31        |
| 5000 м    | Ренато Де Рива | 8:32.4    | 26        |
| 5000 м    | Марио Джос     | 8:20.3    | 16        |
| 10000 м   | Марио Джос     | 17:06.3   | 18        |
| 10000 м   | Ренато Де Рива | 16:45.7   | 14        |

### Лыжное двоеборье
Лыжное двоеборье или «северная комбинация» сочетает прыжки на лыжах с трамплина и лыжные гонки. Соревнования прошли 21 и 22 февраля в Скво-Вэлли. Спортсмены совершили три прыжка с трамплина, при этом наименьший результат отбрасывался. Затем они пробежали на лыжах 15-километровую трассу комплекса Мак-Кинни-Крик, старт и финиш гонки проходили на стадионе, время было переведено в очки. Спортсмен, набравший наибольшее количество очков в итоге, был награждён золотой медалью.
| Спортсмен  | Прыжки на лыжах с трамплина | Прыжки на лыжах с трамплина | Прыжки на лыжах с трамплина | Прыжки на лыжах с трамплина | Лыжная гонка | Лыжная гонка | Лыжная гонка | Итог    | Итог  |
| Спортсмен  | Дистанция 1                 | Дистанция 2                 | Очки                        | Место                       | Время        | Очки         | Место        | Очки    | Место |
| ---------- | --------------------------- | --------------------------- | --------------------------- | --------------------------- | ------------ | ------------ | ------------ | ------- | ----- |
| Энцо Перин | 62.0                        | 66.5                        | 207.0                       | 12                          | 1’02:16.9    | 225.290      | 17           | 432.290 | 14    |

### Лыжные гонки
Фредерико Дефлориан

### Прыжки с трамплина
Соревнования, в которых принимали участие только мужчины, прошли 28 февраля на комплексе лыжных трамплинов «Папус-Пик» в Скво-Вэлли. В то время в олимпийскую программу был включён только один трамплин длиной 80 м.
| Спортсмен       | 1 прыжок  | 1 прыжок | 1 прыжок | 2 прыжок  | 2 прыжок | 2 прыжок | Итог  | Итог  |
| Спортсмен       | Дистанция | Очки     | Место    | Дистанция | Очки     | Место    | Очки  | Место |
| --------------- | --------- | -------- | -------- | --------- | -------- | -------- | ----- | ----- |
| Луиджи Пеннакьо | 70.5      | 78.7     | 42       | 72.5      | 92.5     | 37       | 171.2 | 39    |
| Энцо Перин      | 75.0      | 84.8     | 40       | 76.0      | 96.8     | 31       | 181.6 | 37    |
| Нило Дзанданель | 84.0      | 95.0     | 28       | 71.0      | 89.8     | 40       | 184.8 | 36    |
| Дино Де Цордо   | 85.5      | 99.7     | 22       | 77.0      | 99.1     | 27       | 198.8 | 24    |

### Фигурное катание
Соревнования в женском одиночном катании прошли с 21 и 23 февраля на искусственном льду «Блит Мемориал арены».
Женщины
| Спортсменка     | Обязательные фигуры | Произвольная программа | Баллы  | Сумма мест | Место |
| --------------- | ------------------- | ---------------------- | ------ | ---------- | ----- |
| Карла Тихачек   | 16                  | 15                     | 1201.1 | 143        | 16    |
| Анна Гальмарини | 8                   | 10                     | 1295.0 | 79         | 8     |